# Taleporia nigropterella
Taleporia nigropterella är en fjärilsart som beskrevs av Saigusa 1961. Taleporia nigropterella ingår i släktet Taleporia och familjen säckspinnare. Inga underarter finns listade i Catalogue of Life.